# S/2004 S 12
S/2004 S 12 é um satélite natural de Saturno. Sua descoberta foi anunciada por Scott S. Sheppard, David C. Jewitt, Jan Kleyna, e Brian G. Marsden em 4 de maio de 2005, a partir de observações feitas entre 12 de dezembro de 2004 e 9 de março de 2005.
S/2004 S 12 tem cerca de 5 km de diâmetro, e orbita Saturno a uma distância média de 19 906 000 km em 1048,541 dias, com uma inclinação de 164° com a eclíptica (162° com o equador de Saturno), em uma direção retrógrada com uma excentricidade de 0,396.